# Линейни кораби тип „Лайън“
Лайън (на английски: Lion) са серия британски линейни кораби планирани за построяване преди началото на Втората световна война. Проектът се явява усъвършенствана версия на линкорите от типа „Кинг Джордж V“ с артилерия по-голям калибър. Всичко са планирани 4 единици за построяване: „Лайън“ (на английски: Lion), „Темерер“ (на английски: Temeraire), „Конкуерър“ (на английски: Conqueror), „Тъндърър“ (на английски: Thunderer).
Първите два кораба от серията, „Лайън“ и „Темерер“ са заложени през лятото на 1939 г., но в поради началото на войната, строителството им е спряно през октомври 1939 г., тъй като се предполага, че линкорите няма да успеят да влязат в строй до края на бойните действия. През февруари 1940 г. Адмиралтейството потвърждава отказа от построяването на „Лайъните“, а окончателно от тези планове се отказват през 1944 г. „Конкуерър“ и „Тъндърър“ са отменени на стапела (според други данни, те не са залагани).

## Артилерия
Оръдията на линкорите се създават на основата на 406-мм оръдия на корабите от типа „Нелсън“. Те стрелят с 1080 кг снаряд с начална скорост 757 м/с. Макар пробивната им способност, по сравнение с оръдията на „Нелсъните“, да нараства, тези оръдия отстъпват на американските си аналози. Всичко са поръчани 28 оръдия, пет от които са доставени на флота.

## Особености на конструкцията
Основната разлика трябва да бъде транцевата кърма, за първи път планирана за използване още при проекта G-3. За разлика от нормалната конструкция, транцевата форма на кърмата способства за снижаване на заливаемостта при високи скорости при незначително нарастване на съпротивлението, което подобрява условията за използване на кърмовото въоръжение.